# Étienne-Louis Arthur Fallot
Étienne-Louis Arthur Fallot (Sète, 29 settembre 1850 – 30 aprile 1911) è stato un medico francese.
Fallot frequentò la scuola di medicina presso Montpellier nel 1867.
Mentre abitava a Marsiglia scrisse una tesi sullo pneumotorace. Nel 1888 fu nominato professore di Igiene e Medicina Legale a Marsiglia.
Nel 1888 Fallot descrisse in dettaglio le quattro caratteristiche anatomiche della tetralogia di Fallot, una cardiopatia congenita.